# وفاق (السياني)

تعديل مصدري - تعديل

وفاق محلة تابعة لقرية حبيل الكور، التابعة لعزلة الازارق بمديرية السياني إحدى مديريات محافظة إب في الجمهورية اليمنية.، بلغ تعداد سكانها 95 حسب تعداد اليمن لعام 2004.